# Demetri II Nicàtor
Demetri II Nicàtor (el Victoriós) va ser rei selèucida de l'any 145 aC al 138 aC i del 129 aC al 126 aC. Era fill de Demetri I Soter i a la mort del seu pare (i de la seva mare i del seu germà gran) va fugir a Creta i Alexandre I Balas va ser proclamat rei.
El 147 aC Demetri II Nicàtor va enviar al seu lloctinent Apol·loni amb alguns partidaris i soldats cretencs a Fenícia, i allí va atreure partidaris a la causa del seu senyor tant a Fenícia com a Palestina. Jonatan Macabeu, aliat a Alexandre, el va atacar a Jaffa i Apol·loni va fugir cap a Jamnia i després més al sud perseguit per Jonatan que el va derrotar un altre cop a Ashod; després Jonatan va entrar a Ascaló sense lluita. Mentre Demetri havia desembarcat a la costa prop d'Antioquia amb mercenaris cretencs sota el comandament de Lastenes. Ptolemeu VI Filomètor d'Egipte, amb el pretext d'ajudar a Alexandre, va envair Celesíria que de fet va annexionar. Això va fer que patís un atemptat a mans d'Amoni, un dels favorits d'Alexandre, i llavors Ptolemeu va capgirar la seva aliança i va donar suport a Demetri, que va guanyar una batalla decisiva prop d'Antioquia (La batalla de l'Orontes 146 aC) i va entrar a la ciutat on va ser coronat rei, i es va casar amb la filla de l'egipci, Cleòpatra Tea, que va abandonar a Alexandre per ordre del seu pare. Ptolemeu, a qui els notables de l'estat selèucida volien posar al tron, va morir de les ferides rebudes en la batalla i les tropes egípcies van tornar al seu país i així Demetri va quedar com a sobirà sense adversari. Jonatan Macabeu, fidel aliat d'Alexandre, va atacar Jerusalem, protegida per una guarnició selèucida, però Demetri II li va renovar les concessions que li havia fet Alexandre Balas i Jonatan llavors va renunciar a l'atac i es va retirar.
Els pillatges dels cretencs va fer revoltar als ciutadans d'Antioquia i només es va poder restaurar l'ordre a costa de massacrar als revoltats. Però no gaire després el general Diòdot Trifó (un fidel d'Alexandre que s'havia passat a Demetri al darrer moment) es va apoderar d'Antioquia (145 aC) i va proclamar rei a l'infant Antíoc VI Dionisi, fill d'Alexandre Balas. Demetri va quedar assetjat al palau reial i va cridar en ajut a les guarnicions de Palestina; els jueus van enviar tres mil homes que van salvar a Demetri i va poder fugir a l'est i es va establir a Selèucia del Tigris. Diòdot per atreure's a Jonatan (que acabava d'entrar a Lod o Diòspolis i Gaza) li va reconèixer la possessió de Judea, Efraïm, Lida i Ramataim. Llavors Demetri, des l'est del país va enviar tropes contra Jonatan Macabeu i es va lliurar batalla a la plana d'Hazor al sud de Kadesh (Galilea) en la qual els jueus van obtenir la victòria. Simó Macabeu, germà de Jonatan, va entrar a l'antiga capital de Bet Zur; Demetri va enviar més soldats i es va lliurar una altra batalla a la plana d'Hamat, al sud del riu Eleuteros, avui Nahr al-Kabir, sense cap guanyador clar; Demetri va haver de retirar els seus soldats i els jueus van avançar cap al país dels Nabateus, Damasc i el territori dels Filisteus.
Diodot va capturar a traïció Jonatan a Ptolemaida de Fenícia el 143 aC (tenia por que no passés al costat de Demetri un altre cop) i el va fer matar (142 aC) i el va succeir el seu germà Simó Macabeu, el darrer fill de Mataties que encara vivia. Diodot no va trigar a matar Antíoc VI subornant els metges perquè l'infant moris en una operació quirúrgica, i seguidament es va proclamar rei a si mateix amb el nom de Diodot Trifó (140 aC) però no va poder dominar la part oriental del regne en mans de Demetri que en aquell moment s'havia d'enfrontar amb l'atac de Mitridates I de Pàrtia que va ocupar Mèdia. Demetri II es va aliar amb Simó Macabeu i va poder recuperar Gaza que havia caigut poc abans en mans de Diòdot Trifó. Després la guarnició selèucida de Jerusalem, lleial a Diòdot, es va sotmetre a Simó que es va proclamar independent amb el títol d'etnarca. El 140 aC els parts van ocupar Selèucia del Tigris, Babilònia i Dura Europos i Demetri encara va conservar la part sud de Mesopotàmia, l'anomenada Caracene o Mesene. En les lluites contra els parts Demetri II va ser fet presoner però el van tractar amb gran correcció i se li va oferir casar-se amb la princesa Rodoguna de Pàrtia. Llavors els parts van fundar Ctesifont. Moltes guarnicions es van declarar a favor de Diòdot Trifó i el sud de Mesopotàmia va caure en mans de tribus probablement àrabs o semites. El germà de Demetri, Antíoc VII Sidetes, que era a Rodes, va retornar a territori selèucida per ocupar el lloc del rei presoner, però va obtenir molt poc suport per la por que feia Diòdot, que governava com un tirà. La seva dona Cleòpatra Tea exercia la regència a les regions que es mantenien lleials, en saber que Demetri II s'havia casat amb la princesa dels parts, es va casar amb Antíoc VII i així va ser reconegut rei, obtenint el suport de l'exèrcit. També diverses guarnicions que eren lleials a Diòdot es van declarar a favor d'Antíoc VII.
Mentre va ser presoner dels parts Demetri va intentar escapar dues vegades però no va reeixir. El 130 aC el rei Antíoc VII Sidetes va organitzar una gran campanya contra els parts i els va derrotar a la riba del riu Zab. Armènia, que estava sotmesa als parts, es va independitzar i els sàtrapes de Mèdia, i Persis i potser d'altres es van rebel·lar. El rei part va decidir alliberar Demetri II amb l'esperança de crear un conflicte civil entre els selèucides, però el 129 aC Antíoc VII va ser derrotat i mort en un combat menor poc temps després de l'alliberament de Demetri, i el seu fill Seleuc va caure presoner. El rei part va ordenar de capturar-lo un altre cop però Demetri va poder arribar a Síria i va ser reconegut rei i la seva dona Cleòpatra Tea (vídua d'Antíoc VII) va tornar amb ell. El sàtrapa de Caracene i Mesene, un àrab de nom Hispaosines o Espasines, es va proclamar independent amb capital a Antioquia del Tigris (entre el Tigris i Susa) i va canviar de nom la seva capital a Jarax Spasinu adoptant el títol de rei de Babilònia, però els parts van ocupar el nord del país i van nomenar governador a Himeros. Demetri va aconseguir la submissió del sàtrapa d'Osroene Abgar que s'havia independitzat pocs anys abans i va aturar les pretensions del sàtrapa d'Adiabene, però no va poder impedir la independència de Cilícia i de Fenícia, mentre l'etnarca dels Jueus va consolidar la seva independència si bé encara alguna guarnició selèucida era present al seu territori, però el 128 aC la fortalesa selèucida de Medeba a Ammon la va ocupar el macabeu Joan Hircani I després d'un llarg setge.
El 127 aC Demetri II va recuperar Cilícia, derrotant el sàtrapa local. El 126 aC Alexandre II Zabinas amb suport dels egipcis i jueus, va entrar a Síria i va derrotar Demetri II i es va proclamar rei. Demetri va fugir a Tir, una de les ciutats de Fenícia que encara li eren lleials, però la ciutat va caure en mans d'Alexandre II junt amb altres ciutats fenícies i Demetri va fugir però prop de Damasc va ser derrotat i fet presoner (126 aC) i va morir sota tortura. El va succeir la seva muller Cleòpatra Tea com a regent del seu fill gran Seleuc V Filomètor.